# 虞山桥
虞山桥位于广西桂林市市内北区，跨市内漓江的北段，1988年9月27日开通，与环城路相接，西北方通向北极广场和虞山公园。

虞山桥总长309.86米，宽20.5米，有7个墩座2台，是截面呈T型的预应力简支连续公路桥，桥型通透明快，结构简洁而实用，应四周环境而生，互补互衬，也属于虞山景区的一道景观，它沟通了环城路，并且使人货车分流，对缓减市区交通紧张、改善城市环境起到了一定作用。其中车行道15.5米，人行道2.5米，荷载汽--20级，拖--100级，是桂林市“七五”重点工程项目，是桂林市市区横跨漓江的4座公路桥（虞山桥、解放桥、漓江桥、净瓶山大桥）中的一座。
虞山桥与虞山、虞山公园、北极广场构成景区。